# Wolfgang Stöhr
Pour les articles homonymes, voir Stöhr.
Wolfgang Stöhr, né le 26 août 1946 à Falkenstein/Vogtl., est un sauteur à ski est-allemand.

## Biographie
Membre du club Dynamo Klingenthal, il termine notamment septième à l'épreuve du grand tremplin de saut à ski aux Jeux olympiques de 1968. Septième est aussi son classement final sur la Tournée des quatre tremplins 1967-1968.
Il prend sa retraite sportive internationale en 1971.

## Palmarès

### Jeux olympiques
| Épreuve / Édition | Grenoble 1968 |
| Petit tremplin    | 20e           |
| Grand tremplin    | 7e            |